# Pat Brown

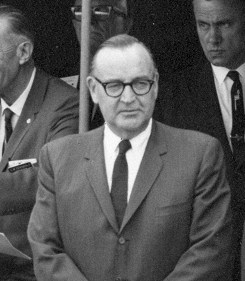
Pat Brown

Edmund Gerald "Pat" Brown, Sr (21 tháng 4 năm 1905 - ngày 16 tháng 2 năm 1996) là một nhà chính trị Hoa Kỳ. Pat Brown là Thống đốc thứ 32 của tiểu bang California giai đoạn 1959-1967 và là cha của Thống đốc California Jerry Brown.

## Bối cảnh
Brown sinh ra ở San Francisco, California, một trong bốn đứa con của Edmund và Ida Schuckman Brown. Cha ông là một Công giáo Ai Len, mẹ của ông là tín đồ Đức Tin Lành. Cậu đã lấy biệt danh "Pat" trong những năm học của mình; biệt danh là một tham chiếu đến nhà nguyện của mình giống như Patrick Henry. 
Anh là một nhà vô địch cuộc tranh luận như là một thành viên của Hiệp hội Pháp Lowell tại trường trung học San Francisco Lowell, từ đó anh tốt nghiệp vào năm 1923. Brown đã bỏ qua đại học và làm việc trong cửa hàng xì gà của cha mình trong khi nghiên cứu pháp luật tại một trường học ban đêm địa phương. Anh tốt nghiệp Đại học Luật San Francisco vào mùa xuân năm 1927, thông qua kỳ thi thanh California vào mùa thu sau, và bắt đầu hành nghề luật sư ở San Francisco.
Brown đại diện cho phe Cộng hòa chạy đua vào Nghị viện bang năm 1928, nhưng bị thua cuộc, ông gia nhập Đảng Dân chủ vào năm 1932. Ông đợi đến năm 1939 để tìm kiếm công việc công một lần nữa, thời gian chạy cho chưởng lý quận của San Francisco, một cuộc đua mà ông bị thua trước Matthew Brady.
Ông chạy đua một lần nữa cho chưởng lý quận vào năm 1943, và lần này chiến thắng. Ông đã phục vụ ở vị trí đó trong bảy năm, và làm nên tên tuổi tấn công những người đánh cá ngựa thuê chuyên nghiệp và những cung cấp dịch vụ phá thai ngầm . Trong năm 1949, ông đã đột kích vào nhà chứa thanh lịch San Francisco của Sally Stanford.
Năm 1946, ứng cử viên Dân chủ, Brown thua cuộc trong cuộc đua cho Tổng chưởng lý quận Los Angeles trước luật sư quận Frederick N. Howser. Ông lại chạy đua một lần nữa vào năm 1950, ông thắng cử là Tổng chưởng lý và đã được tái cử vào năm 1954. Trong khi ông là Tổng chưởng lý, ông là đảng Dân chủ duy nhất giành chiến thắng cuộc bầu cử toàn tiểu bang ở California.